# 康浩
康浩（1479年—？），字德充，號南川，陝西西安府乾州武功縣人，民籍，明朝政治人物。

## 生平
弘治十七年（1504年）陝西鄉試第十三名舉人。正德六年（1511年）中式辛未科會試第三十九名，登第三甲第二百二十七名進士。擢户部主事，官至户部山西司郎中。

## 家族
曾祖康爵，曾任太常寺卿；祖父康健，曾任通政司知事；父康鑾，曾任義官。母高氏；繼母高氏。慈侍下，兄阜；淮；浤；澤（医学訓科）；康海（进士）；潤；弟瀚、淳、洋、河、溓。